# Đội tuyển bóng đá quốc gia Canada
Đội tuyển bóng đá quốc gia Canada (tiếng Anh: Canada's men national soccer team; tiếng Pháp: Équipe du Canada de soccer) là đội tuyển đại diện cho Canada ở các giải đấu bóng đá nam quốc tế bắt đầu từ năm 1924. Đội được quản lý bởi Hiệp hội Bóng đá Canada và trực thuộc Liên đoàn bóng đá Bắc, Trung Mỹ và Caribe (CONCACAF).
Trận thi đấu quốc tế chính thức đầu tiên của đội tuyển Canada là trận gặp đội tuyển Úc vào năm 1924. Đội đã từng hai lần tham dự World Cup vào các năm 1986 và 2022, tuy nhiên đều không vượt qua được vòng bảng. Đội cũng đã một lần tham dự Cúp Liên đoàn các châu lục 2001 với tư cách là nhà vô địch CONCACAF. Tại giải năm đó, đội đã để thua cả ba trận trước Nhật Bản, Brasil, Cameroon và dừng bước ở vòng bảng. Ngoài ra, đội cũng có một lần tham dự Cúp bóng đá Nam Mỹ với tư cách khách mời vào năm 2024 nhưng đã xuất sắc giành vị trí thứ tư chung cuộc. Thành tích tốt nhất của đội cho đến nay là 2 chức vô địch CONCACAF giành được vào các năm 1985 và 2000 cùng với tấm huy chương vàng Thế vận hội Mùa hè 1904.
Đội tuyển Canada sẽ là đồng chủ nhà FIFA World Cup 2026 cùng với Hoa Kỳ và Mexico.

## Danh hiệu

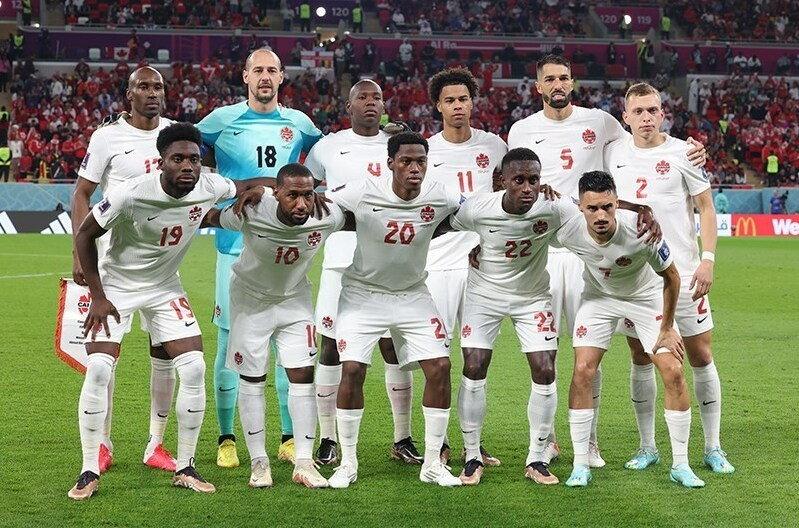
Đội tuyển Canada tại World Cup 2022

- Đội tuyển Canada tại World Cup 2022 Cúp Vàng CONCACAF: 2

Vô địch: 1985; 2000
Hạng ba: 2002
- Bóng đá nam tại Olympic:

 1904

## Thành tích tại các giải đấu

### Giải vô địch thế giới
| Thành tích tại Giải bóng đá vô địch thế giới | Thành tích tại Giải bóng đá vô địch thế giới | Thành tích tại Giải bóng đá vô địch thế giới | Thành tích tại Giải bóng đá vô địch thế giới | Thành tích tại Giải bóng đá vô địch thế giới | Thành tích tại Giải bóng đá vô địch thế giới | Thành tích tại Giải bóng đá vô địch thế giới | Thành tích tại Giải bóng đá vô địch thế giới |
| Năm                                          | Thành tích                                   | Trận                                         | Thắng                                        | Hoà*                                         | Thua                                         | Bàn thắng                                    | Bàn thua                                     |
| -------------------------------------------- | -------------------------------------------- | -------------------------------------------- | -------------------------------------------- | -------------------------------------------- | -------------------------------------------- | -------------------------------------------- | -------------------------------------------- |
| 1930 đến 1954                                | Không tham dự                                | Không tham dự                                | Không tham dự                                | Không tham dự                                | Không tham dự                                | Không tham dự                                | Không tham dự                                |
| 1958                                         | Không vượt qua vòng loại                     | Không vượt qua vòng loại                     | Không vượt qua vòng loại                     | Không vượt qua vòng loại                     | Không vượt qua vòng loại                     | Không vượt qua vòng loại                     | Không vượt qua vòng loại                     |
| 1962                                         | Bỏ cuộc                                      | Bỏ cuộc                                      | Bỏ cuộc                                      | Bỏ cuộc                                      | Bỏ cuộc                                      | Bỏ cuộc                                      | Bỏ cuộc                                      |
| 1966                                         | Không tham dự                                | Không tham dự                                | Không tham dự                                | Không tham dự                                | Không tham dự                                | Không tham dự                                | Không tham dự                                |
| 1970 đến 1982                                | Không vượt qua vòng loại                     | Không vượt qua vòng loại                     | Không vượt qua vòng loại                     | Không vượt qua vòng loại                     | Không vượt qua vòng loại                     | Không vượt qua vòng loại                     | Không vượt qua vòng loại                     |
| 1986                                         | Vòng bảng                                    | 3                                            | 0                                            | 0                                            | 3                                            | 0                                            | 5                                            |
| 1990 đến 2018                                | Không vượt qua vòng loại                     | Không vượt qua vòng loại                     | Không vượt qua vòng loại                     | Không vượt qua vòng loại                     | Không vượt qua vòng loại                     | Không vượt qua vòng loại                     | Không vượt qua vòng loại                     |
| 2022                                         | Vòng bảng                                    | 3                                            | 0                                            | 0                                            | 3                                            | 2                                            | 7                                            |
| 2026                                         | Đồng chủ nhà                                 | Đồng chủ nhà                                 | Đồng chủ nhà                                 | Đồng chủ nhà                                 | Đồng chủ nhà                                 | Đồng chủ nhà                                 | Đồng chủ nhà                                 |
| 2030                                         | Chưa xác định                                | Chưa xác định                                | Chưa xác định                                | Chưa xác định                                | Chưa xác định                                | Chưa xác định                                | Chưa xác định                                |
| 2034                                         | Chưa xác định                                | Chưa xác định                                | Chưa xác định                                | Chưa xác định                                | Chưa xác định                                | Chưa xác định                                | Chưa xác định                                |
| Tổng cộng                                    | 3/23 Vòng bảng                               | 6                                            | 0                                            | 0                                            | 6                                            | 2                                            | 12                                           |

### Cúp Liên đoàn các châu lục
| Thành tích tại Cúp Liên đoàn các châu lục | Thành tích tại Cúp Liên đoàn các châu lục | Thành tích tại Cúp Liên đoàn các châu lục | Thành tích tại Cúp Liên đoàn các châu lục | Thành tích tại Cúp Liên đoàn các châu lục | Thành tích tại Cúp Liên đoàn các châu lục | Thành tích tại Cúp Liên đoàn các châu lục | Thành tích tại Cúp Liên đoàn các châu lục |
| Năm                                       | Thành tích                                | Số trận                                   | Thắng                                     | Hoà*                                      | Thua                                      | Bàn thắng                                 | Bàn thua                                  |
| ----------------------------------------- | ----------------------------------------- | ----------------------------------------- | ----------------------------------------- | ----------------------------------------- | ----------------------------------------- | ----------------------------------------- | ----------------------------------------- |
| 1992 đến 1999                             | Không giành quyền tham dự                 | Không giành quyền tham dự                 | Không giành quyền tham dự                 | Không giành quyền tham dự                 | Không giành quyền tham dự                 | Không giành quyền tham dự                 | Không giành quyền tham dự                 |
| 2001                                      | Vòng bảng                                 | 3                                         | 0                                         | 1                                         | 2                                         | 0                                         | 5                                         |
| 2003 đến 2017                             | Không vượt qua vòng loại                  | Không vượt qua vòng loại                  | Không vượt qua vòng loại                  | Không vượt qua vòng loại                  | Không vượt qua vòng loại                  | Không vượt qua vòng loại                  | Không vượt qua vòng loại                  |
| Tổng cộng                                 | 1/10 Vòng bảng                            | 3                                         | 0                                         | 1                                         | 2                                         | 0                                         | 5                                         |

### Cúp Vàng CONCACAF
| Thành tích tại Cúp Vàng CONCACAF | Thành tích tại Cúp Vàng CONCACAF | Thành tích tại Cúp Vàng CONCACAF | Thành tích tại Cúp Vàng CONCACAF | Thành tích tại Cúp Vàng CONCACAF | Thành tích tại Cúp Vàng CONCACAF | Thành tích tại Cúp Vàng CONCACAF | Thành tích tại Cúp Vàng CONCACAF |
| Năm                              | Thành tích                       | Số trận                          | Thắng                            | Hoà*                             | Thua                             | Bàn thắng                        | Bàn thua                         |
| -------------------------------- | -------------------------------- | -------------------------------- | -------------------------------- | -------------------------------- | -------------------------------- | -------------------------------- | -------------------------------- |
| 1963 đến 1973                    | Không vượt qua vòng loại         | Không vượt qua vòng loại         | Không vượt qua vòng loại         | Không vượt qua vòng loại         | Không vượt qua vòng loại         | Không vượt qua vòng loại         | Không vượt qua vòng loại         |
| 1977                             | Hạng tư                          | 5                                | 2                                | 1                                | 2                                | 7                                | 8                                |
| 1981                             | Hạng tư                          | 5                                | 1                                | 3                                | 1                                | 6                                | 6                                |
| 1985                             | Vô địch                          | 4                                | 2                                | 2                                | 0                                | 4                                | 2                                |
| 1989                             | Không vượt qua vòng loại         | Không vượt qua vòng loại         | Không vượt qua vòng loại         | Không vượt qua vòng loại         | Không vượt qua vòng loại         | Không vượt qua vòng loại         | Không vượt qua vòng loại         |
| 1991                             | Vòng bảng                        | 3                                | 1                                | 0                                | 2                                | 6                                | 9                                |
| 1993                             | Vòng bảng                        | 3                                | 0                                | 2                                | 1                                | 3                                | 11                               |
| 1996                             | Vòng bảng                        | 2                                | 1                                | 0                                | 1                                | 4                                | 5                                |
| 1998                             | Bỏ cuộc                          | Bỏ cuộc                          | Bỏ cuộc                          | Bỏ cuộc                          | Bỏ cuộc                          | Bỏ cuộc                          | Bỏ cuộc                          |
| 2000                             | Vô địch                          | 5                                | 3                                | 2                                | 0                                | 7                                | 3                                |
| 2002                             | Bán kết                          | 5                                | 2                                | 2                                | 1                                | 5                                | 4                                |
| 2003                             | Vòng bảng                        | 2                                | 1                                | 0                                | 1                                | 1                                | 2                                |
| 2005                             | Vòng bảng                        | 3                                | 1                                | 0                                | 2                                | 2                                | 4                                |
| 2007                             | Bán kết                          | 5                                | 3                                | 0                                | 2                                | 9                                | 5                                |
| 2009                             | Tứ kết                           | 4                                | 2                                | 1                                | 1                                | 4                                | 3                                |
| 2011                             | Vòng bảng                        | 3                                | 1                                | 1                                | 1                                | 2                                | 3                                |
| 2013                             | Vòng bảng                        | 3                                | 0                                | 1                                | 2                                | 0                                | 3                                |
| 2015                             | Vòng bảng                        | 3                                | 0                                | 2                                | 1                                | 0                                | 1                                |
| 2017                             | Tứ kết                           | 4                                | 1                                | 2                                | 1                                | 6                                | 5                                |
| 2019                             | Tứ kết                           | 4                                | 2                                | 0                                | 2                                | 14                               | 6                                |
| 2021                             | Bán kết                          | 5                                | 3                                | 0                                | 2                                | 11                               | 5                                |
| 2023                             | Tứ kết                           | 4                                | 1                                | 3                                | 0                                | 8                                | 6                                |
| Tổng cộng                        | 2 lần vô địch                    | 72                               | 27                               | 22                               | 23                               | 99                               | 91                               |

### Cúp bóng đá Nam Mỹ
Canada có lần đầu tiên tham dự Cúp bóng đá Nam Mỹ với tư cách khách mời vào năm 2024 và đã xuất sắc giành vị trí thứ tư của giải đấu.
| Năm       | Thành tích    | Thứ hạng | Trận | Thắng | Hòa | Thua | Bàn thắng | Bàn thua |
| --------- | ------------- | -------- | ---- | ----- | --- | ---- | --------- | -------- |
| 2024      | Hạng tư       | 4/16     | 6    | 1     | 3   | 2    | 4         | 7        |
| Tổng cộng | 1 lần hạng tư | 4/16     | 6    | 1     | 3   | 2    | 4         | 7        |

### Thế vận hội
- (Nội dung thi đấu dành cho cấp đội tuyển quốc gia cho đến kỳ Đại hội năm 1988)

| Năm           | Thành tích               | Hạng                     | Số trận                  | Thắng                    | Hòa                      | Thua                     | Bàn thắng                | Bàn thua                 |
| ------------- | ------------------------ | ------------------------ | ------------------------ | ------------------------ | ------------------------ | ------------------------ | ------------------------ | ------------------------ |
| 1904          | Huy chương vàng          | 1st                      | 2                        | 2                        | 0                        | 0                        | 11                       | 0                        |
| 1908 đến 1964 | Không tham dự            | Không tham dự            | Không tham dự            | Không tham dự            | Không tham dự            | Không tham dự            | Không tham dự            | Không tham dự            |
| 1968 đến 1972 | Không vượt qua vòng loại | Không vượt qua vòng loại | Không vượt qua vòng loại | Không vượt qua vòng loại | Không vượt qua vòng loại | Không vượt qua vòng loại | Không vượt qua vòng loại | Không vượt qua vòng loại |
| 1976          | Vòng bảng                | 12th                     | 2                        | 0                        | 0                        | 2                        | 2                        | 5                        |
| 1980          | Không vượt qua vòng loại | Không vượt qua vòng loại | Không vượt qua vòng loại | Không vượt qua vòng loại | Không vượt qua vòng loại | Không vượt qua vòng loại | Không vượt qua vòng loại | Không vượt qua vòng loại |
| 1984          | Tứ kết                   | 6th                      | 3                        | 1                        | 1                        | 1                        | 4                        | 3                        |
| 1988          | Không vượt qua vòng loại | Không vượt qua vòng loại | Không vượt qua vòng loại | Không vượt qua vòng loại | Không vượt qua vòng loại | Không vượt qua vòng loại | Không vượt qua vòng loại | Không vượt qua vòng loại |
| Tổng cộng     | 1 lần huy chương vàng    | 3/18                     | 7                        | 3                        | 1                        | 3                        | 17                       | 8                        |

### Đại hội Thể thao Liên Mỹ
- 1951 - Không tham dự
- 1955 - Không tham dự
- 1959 - Không tham dự
- 1963 - Không tham dự
- 1967 - Hạng tư
- 1971 - Hạng năm
- 1975 - Vòng 2
- 1979 - Không tham dự
- 1983 - Không tham dự
- 1987 - Vòng 1
- 1991 - Vòng 1
- 1995 - Không tham dự
- 1999 - Hạng tư
- 2003 - Không tham dự
- 2007 - Không tham dự

### Giải vô địch bóng đá NAFC
- 1947 - Không tham dự
- 1949 - Không tham dự
- 1990 - Vô địch
- 1991 - Hạng ba

## Cầu thủ

### Đội hình hiện tại
Đây là đội hình đã hoàn thành Copa América 2024.

Số liệu thống kê tính đến ngày 13 tháng 7 năm 2024 sau trận gặp Uruguay.
| Số | VT | Cầu thủ                      | Ngày sinh (tuổi)  | Trận | Bàn | Câu lạc bộ             |
| -- | -- | ---------------------------- | ----------------- | ---- | --- | ---------------------- |
| 1  | TM | Dayne St. Clair              | 9 tháng 5, 1997   | 6    | 0   | Minnesota United       |
| 16 | TM | Maxime Crépeau               | 11 tháng 4, 1994  | 22   | 0   | Portland Timbers       |
| 18 | TM | Tom McGill                   | 25 tháng 3, 2000  | 0    | 0   | Brighton & Hove Albion |
|    |    |                              |                   |      |     |                        |
| 2  | HV | Alistair Johnston            | 8 tháng 10, 1998  | 48   | 1   | Celtic                 |
| 3  | HV | Luc de Fougerolles           | 12 tháng 10, 2005 | 2    | 0   | Fulham                 |
| 4  | HV | Kamal Miller                 | 16 tháng 5, 1997  | 45   | 0   | Portland Timbers       |
| 5  | HV | Joel Waterman                | 24 tháng 1, 1996  | 3    | 0   | CF Montréal            |
| 13 | HV | Derek Cornelius              | 25 tháng 11, 1997 | 26   | 0   | Malmö FF               |
| 15 | HV | Moïse Bombito                | 30 tháng 3, 2000  | 12   | 0   | Colorado Rapids        |
| 19 | HV | Alphonso Davies (đội trưởng) | 2 tháng 11, 2000  | 53   | 15  | Bayern Munich          |
| 22 | HV | Richie Laryea                | 7 tháng 1, 1995   | 55   | 1   | Toronto FC             |
| 20 | HV | Ali Ahmed                    | 10 tháng 10, 2000 | 7    | 0   | Vancouver Whitecaps    |
| 26 | HV | Kyle Hiebert                 | 30 tháng 7, 1997  | 2    | 0   | St. Louis City         |
|    |    |                              |                   |      |     |                        |
| 6  | TV | Samuel Piette                | 12 tháng 11, 1994 | 69   | 0   | CF Montréal            |
| 7  | TV | Stephen Eustáquio (đội phó)  | 21 tháng 12, 1996 | 42   | 4   | Porto                  |
| 8  | TV | Ismaël Koné                  | 16 tháng 6, 2002  | 24   | 3   | Marseille              |
| 21 | TV | Jonathan Osorio              | 12 tháng 6, 1992  | 78   | 9   | Toronto FC             |
| 24 | TV | Mathieu Choinière            | 7 tháng 2, 1999   | 5    | 0   | CF Montréal            |
|    |    |                              |                   |      |     |                        |
| 9  | TĐ | Cyle Larin                   | 17 tháng 4, 1995  | 73   | 29  | Mallorca               |
| 10 | TĐ | Jonathan David               | 14 tháng 1, 2000  | 54   | 28  | Lille                  |
| 11 | TĐ | Theo Bair                    | 27 tháng 8, 1999  | 3    | 1   | Motherwell             |
| 12 | TĐ | Jacen Russell-Rowe           | 13 tháng 9, 2002  | 6    | 0   | Columbus Crew          |
| 14 | TĐ | Jacob Shaffelburg            | 26 tháng 11, 1999 | 16   | 3   | Nashville SC           |
| 17 | TĐ | Tajon Buchanan               | 8 tháng 2, 1999   | 41   | 4   | Inter Milan            |
| 23 | TĐ | Liam Millar                  | 27 tháng 9, 1999  | 32   | 1   | Preston North End      |
| 25 | TĐ | Tani Oluwaseyi               | 15 tháng 5, 2000  | 6    | 0   | Minnesota United       |

### Triệu tập gần đây
Những cầu thủ sau đây đã được gọi lên trong vòng 12 tháng qua.
| Vt                                                                 | Cầu thủ              | Ngày sinh (tuổi)  | Số trận | Bt | Câu lạc bộ             | Lần cuối triệu tập                    |
| ------------------------------------------------------------------ | -------------------- | ----------------- | ------- | -- | ---------------------- | ------------------------------------- |
| TM                                                                 | Jonathan Sirois      | 27 tháng 6, 2001  | 0       | 0  | CF Montréal            | v. Trinidad và Tobago, March 23, 2024 |
| TM                                                                 | Milan Borjan         | 23 tháng 10, 1987 | 80      | 0  | Unattached             | v. Jamaica, November 21, 2023         |
|                                                                    |                      |                   |         |    |                        |                                       |
| HV                                                                 | Dominick Zator       | 18 tháng 9, 1994  | 3       | 0  | Korona Kielce          | v. Pháp, June 9, 2024                 |
| HV                                                                 | Steven Vitória       | 11 tháng 1, 1987  | 46      | 5  | Chaves                 | v. Jamaica, November 21, 2023         |
| HV                                                                 | Sam Adekugbe         | 16 tháng 1, 1995  | 42      | 1  | Vancouver Whitecaps    | v. Jamaica, November 21, 2023         |
|                                                                    |                      |                   |         |    |                        |                                       |
| TV                                                                 | Liam Fraser          | 13 tháng 2, 1998  | 19      | 0  | FC Dallas              | v. Trinidad và Tobago, March 23, 2024 |
| TV                                                                 | Mark-Anthony Kaye    | 4 tháng 12, 1994  | 42      | 2  | New England Revolution | v. Jamaica, November 21, 2023         |
| TV                                                                 | Harry Paton          | 23 tháng 5, 1998  | 1       | 0  | Motherwell             | v. Nhật Bản, October 13, 2023         |
|                                                                    |                      |                   |         |    |                        |                                       |
| TĐ                                                                 | Junior Hoilett       | 5 tháng 6, 1990   | 63      | 16 | Aberdeen               | 2024 Copa AméricaINJ                  |
| TĐ                                                                 | Charles-Andreas Brym | 8 tháng 8, 1998   | 13      | 1  | Sparta Rotterdam       | v. Pháp, June 9, 2024                 |
| TĐ                                                                 | Iké Ugbo             | 21 tháng 9, 1998  | 9       | 0  | Sheffield Wednesday    | v. Pháp, June 9, 2024                 |
| TĐ                                                                 | Lucas Cavallini      | 28 tháng 12, 1992 | 40      | 19 | Puebla                 | v. Jamaica, November 17, 2023INJ      |
| - PRE = Đội hình sơ bộ - RET = Cầu thủ chia tay đội tuyển quốc gia |                      |                   |         |    |                        |                                       |